# یما سیاوش
یما سیاوش (زادهٔ ۱۰ جوزا (خرداد) ۱۳۶۳ – درگذشتهٔ ۱۷ عقرب (آبان) ۱۳۹۹) خبرنگار و گوینده مرد پیشین تلویزیون طلوع‌نیوز افغانستان بود.

## معرفی
یما سیاوش در سال ۱۳۶۳ در پنجاه کوتی شهرک نساجی گلبهار واقع در ولایت کاپیسا متولد شد. پدرش محمد داوود سیاوش مؤسس صاحب امتیاز و مدیر مسئول نشریه ارمغان ملی است. برادر او بکتاش سیاوش نماینده مردم در دوره شانزدهم پارلمان افغانستان بود.
او تحصیلات ابتدایی و ثانوی مکتب را در لیسه خلیل الله خلیلی، لیسه ناصرخسرو بلخی و لیسه عبدالهادی داوی به پایان رساند و مدرک کارشناسی خود را در رشته علوم سیاسی از دانشگاه بین‌المللی نویدای هندوستان به‌دست آورده بود.

## فعالیت‌ها
یما فعالیت خود را با کار در مجله نونهالان در نشریه آزاد ارمغان ملی آغاز کرد. او همکاری خود را از اوایل سال۲۰۱۲م/۱۳۹۰خ به عنوان مجری و خبرنگار برنامه تلویزیونی فراخبر با شبکه طلوع نیوز آغاز کرد و فعالیت خود را در برنامه خبری ساعت ۱۰ که از شبکه طلوع نشر می‌شد ادامه داد. پس از اینکه یما در ۲۰ سپتامبر ۲۰۱۵م مصاحبه ای با وزیر سرحدات، اقوام و قبایل، گلاب منگل در متهم شدن حکومت افغانستان از طرف اعضای شورای ولایتی به واگذاری منطقه دند غوری به طالبان انجام داد، از سوی تلویزیون طلوع با کاهش فعالیت روبرو شد و سرانجام در ۱۱ نوامبر ۲۰۱۵ (۲۰عقرب ۱۳۹۴) کنار گذاشته شد..
یما سیاووش پس از آن به عنوان مشاور رسانه‌ای در بانک مرکزی افغانستان مشغول به کار بود.

## ترور
سرانجام یما سیاووش در صبح روز شنبه ۱۷ عقرب ۱۳۹۹ به همراه دو تن از کارمندان بانک مرکزی افغانستان در منطقه مکرویان ۴ کابل بر اثر انفجار ناشی از مین جاسازی شده در ماشین بانک مرکزی افغانستان جان باخت.